# Yukio Kasaya
Yukio Kasaya (japanisch 笠谷幸生 Kasaya Yukio; * 17. August 1943 in Yoichi, Hokkaidō; † 23. April 2024 in Sapporo) war ein japanischer Skispringer. Er war 1972 der erste japanische Goldmedaillengewinner bei Olympischen Winterspielen.

## Werdegang
Er war einer der erfolgreichsten Skispringer der späten 1960er und frühen 1970er Jahre. In der Skisprungsaison 1964/65 nahm Kasaya an einigen internationalen Wettkämpfen in den Vereinigten Staaten teil. Viermal wurde er dabei Zweiter. Den ersten Wettkampf von der Suicide Hill in Ishpeming am 20. Februar 1965 gewann er. 1970 wurde er bei den Nordischen Skiweltmeisterschaften im tschechoslowakischen Vysoké Tatry hinter dem Russen Gari Napalkow Vizeweltmeister von der Normalschanze. 1971/72 gewann er bei der Vierschanzentournee die ersten drei Springen und hätte wohl den Gesamtsieg davongetragen, vielleicht sogar als erster Athlet alle Bewerbe gewonnen, was dann erst Sven Hannawald 2001/02 gelang. Vor dem letzten Springen in Bischofshofen musste Kasaya jedoch (wie das gesamte japanische Aufgebot) auf Weisung der Teamführung nach Japan zurückkehren, um sich auf die Olympischen Winterspiele 1972 vorzubereiten, die im japanischen Sapporo stattfanden. Dort gewann er dann auch auf der Normalschanze die Goldmedaille und wurde zum ersten so zu einem japanischen Nationalhelden – auch die Silber- und Bronzemedaille gingen an Japan. Da im Rahmen der Olympischen Spiele zu dieser Zeit gleichzeitig die Nordischen Skiweltmeisterschaften ausgetragen wurden, wurde Kasaya mit seinem Sieg gleichzeitig Weltmeister von der Normalschanze. Beim Springen auf der Großschanze am 11. Februar 1972 lag er nach dem ersten Sprunglauf an zweiter Stelle hinter Wojciech Fortuna, doch misslang ihm – auch durch schlechte Windverhältnisse – der zweite Durchgang, so dass er im Klassement auf Rang 7 zurückfiel. Einige Jahre später sagte er, dass er diese Olympischen Spiele nie als Erfolg empfand, da er den wichtigsten Wettbewerb auf der Großschanze Ōkurayama nicht gewann.
Am 23. April 2024 starb Kasaya im Alter von 80 Jahren in Sapporo an einem Herzleiden.

## Statistik

### Schanzenrekorde
| Ort        | Land        | Weite               | aufgestellt am    | Rekord bis        |
| ---------- | ----------- | ------------------- | ----------------- | ----------------- |
| Oberstdorf | Deutschland | 106,0 m (HS: 137 m) | 30. Dezember 1969 | 30. Dezember 1975 |